# A. J. Foyt
Pour les articles homonymes, voir Anthony Joseph.
 (juin 2025).
Anthony Joseph Foyt Jr., dit A. J. Foyt (né le 16 janvier 1935 à Houston), est un pilote automobile américain. Son palmarès est l'un des plus grands de l'histoire du sport automobile : champion d'IndyCar sous l'USAC à sept reprises, il a remporté notamment les 500 miles d'Indianapolis à quatre occasions (seul avec Rick Mears, Al Unser et Hélio Castroneves à réussir cet exploit), les 24 Heures du Mans en 1967, les Daytona 500 en 1972, les 12 Heures de Sebring en 1985 et deux fois les 24 Heures de Daytona.

## Biographie

### Débuts
Il commence sa carrière en 1956 dans le championnat USAC, en Midget Series. L'année suivante, il engrange ses premiers résultats, deux victoires, et une septième place au championnat. En parallèle, il court ses premières courses dans le championnat national de monoplaces de l'USAC, son équivalent aujourd'hui étant l'IndyCar Series. À partir de 1958, il pilote en parallèle dans le championnat monoplace (terminant dixième de sa première saison complète) et en Sprint Car Series. En 1959, il termine cinquième du championnat monoplace, bien qu'il n'ait pas encore remporté de victoire.

### Années 1960

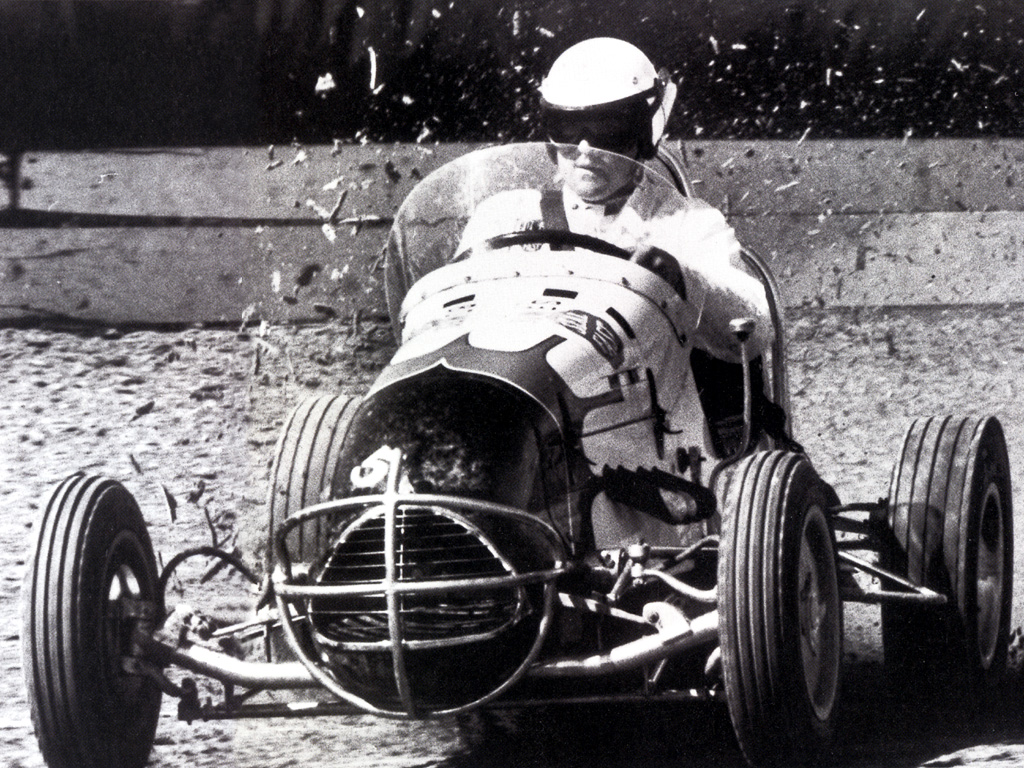
Foyt sur midget car en 1961.

Dans les années 1960, Foyt s'impose comme un pilote incontournable aux États-Unis. En 1960, il remporte le titre Sprint Car Series et le titre monoplace USAC avec quatre victoires à son actif, la première de sa carrière obtenue le 5 septembre sur le circuit de DuQuoin en Illinois. L'année suivante il conserve son titre monoplace, avec quatre victoires, et il obtient sa première victoire aux 500 miles d'Indianapolis. 
En 1962, il termine vice-champion derrière Rodger Ward. Mais il reconquiert son titre en 1963, en remporte un quatrième en 1964, ainsi que sa deuxième victoire à l'Indy 500 malgré la présence des européens, signant la dernière victoire à Indianapolis d'une voiture à moteur avant. En 1965, il termine vice-champion une nouvelle fois derrière Mario Andretti, qui conservera son titre l'année suivante. Mais en 1967, Foyt remporte sa cinquième couronne dans la discipline, et une troisième fois l'Indy 500, bouleversé par la pluie.
Depuis 1960, Foyt continue également à courir en Sprint Car Series et en Midget, remportant quelques victoires. Il fait également ses débuts en NASCAR en 1963, remportant sa première victoire en 1964. En 1967, il a participé pour la première et unique fois aux 24 Heures du Mans sur Ford GT40 avec Dan Gurney et l'écurie Shelby American Inc. en remportant l'épreuve (et l'indice de rendement énergétique). Il reste le seul pilote à avoir remporté la même année Le Mans et Indianapolis.
Malgré plusieurs victoires, Foyt termine sixième en 1968 puis septième l'année suivante du championnat USAC.

### Années 1970
Neuvième seulement du championnat 1970, Foyt termine vice-champion USAC en 1971. Il ne lutte pas pour le titre 1972 car il ne participe qu'à la moitié du championnat, mais la même année, il remporte la prestigieuse course du Daytona 500 en NASCAR. Sa victoire la même année sur le circuit ontarien sera sa dernière en NASCAR. Après deux autres saisons moyennes, Foyt remporte en 1975 son sixième titre en USAC.
Il termine à des places d'honneur les trois années suivantes, mais remporte de nouvelles victoires, entre autres son quatrième et dernier Indy 500 en 1977. En 1976 et 1977, il gagne également l'IROC. En 1979, le championnat CART est créé, par des directeurs d'écurie et des promoteurs mécontents de l'organisation de l'USAC. Foyt continue de piloter en USAC et remporte son septième et dernier titre dans la discipline[réf. nécessaire]. La même année, il participe à l’Indy 500 dans sa propre écurie, le Gilmore-Foyt Racing. Il termine deuxième.

### Années 1980
En 1980, à 45 ans, Foyt pilote moins souvent. Il ne prend le volant que quelques courses par an dans le championnat USAC jusqu’en 1984 (dernière année avec plusieurs épreuves au calendrier, l’USAC n’organisant plus que l’Indy 500 à partir de 1985) ou du championnat CART, toujours au volant d’une monoplace de sa propre écurie. Il prend toujours part également à quelques courses de NASCAR.
N’ayant participé qu’à la moitié du championnat USAC 1981, il termine malgré tout quatrième au classement général avec une victoire, sa dernière dans la catégorie le 21 juin sur le Pocono Raceway. Il remporte en tout 67 victoires en USAC[réf. nécessaire].
Foyt remporte aussi quelques succès en endurance. En 1983, il gagne sur Porsche 935 les 24 Heures de Daytona. Il remporte à nouveau l’épreuve en 1985, et cette même année, il gagne avec Bob Wollek les 12 Heures de Sebring.
Sa seule saison complète en CART sera la saison 1988, mais à 53 ans et dans une écurie assez peu compétitive, il termine le championnat à une modeste seizième place, avec deux top-5 en quinze courses. Il disputera la quasi-intégralité de la saison 1989 sans plus de résultats, et signera cette année son dernier top-5 à l'Indy 500.

### Fin de carrière et A.J. Foyt Enterprises
Foyt dispute quatorze des seize courses de la saison 1990, il se classera onzième au général, son meilleur classement en CART. Il ne disputera plus que quelques courses éparses dans le championnat jusqu'en 1992, dont l'Indy 500. Il détient toujours le record de participations à cette épreuve, 35 de 1958 à 1992. En 1993, au début du mois de mai, Foyt renonce à participer une 36e fois et fait ses adieux à l'IndyCar. Il fera toutefois un tour d'adieu sur le circuit. Il prendra le volant d'une course en NASCAR Winston Cup en 1994, mais également d'une en Truck Series l'année suivante, et de deux en 1996.
Depuis, il reste le patron de l'écurie A.J. Foyt Enterprises qui continue à faire courir des pilotes en IndyCar Series. Son écurie ne fait plus courir de pilote NASCAR depuis 2004. Lors des 500 miles d'Indianapolis 2004, 2005 et 2006, A. J. Foyt a engagé une voiture pour son fils Larry Foyt. Il a également fait rouler son petit-fils et fils adoptif A. J. Foyt IV, notamment en 2005 sur la Dallara-Honda no 41.
En 2007, les hommages en IndyCar se sont multipliés pour fêter le cinquantième anniversaire de ses débuts dans la discipline.
A. J. Foyt est également administrateur de sociétés.

## Palmarès

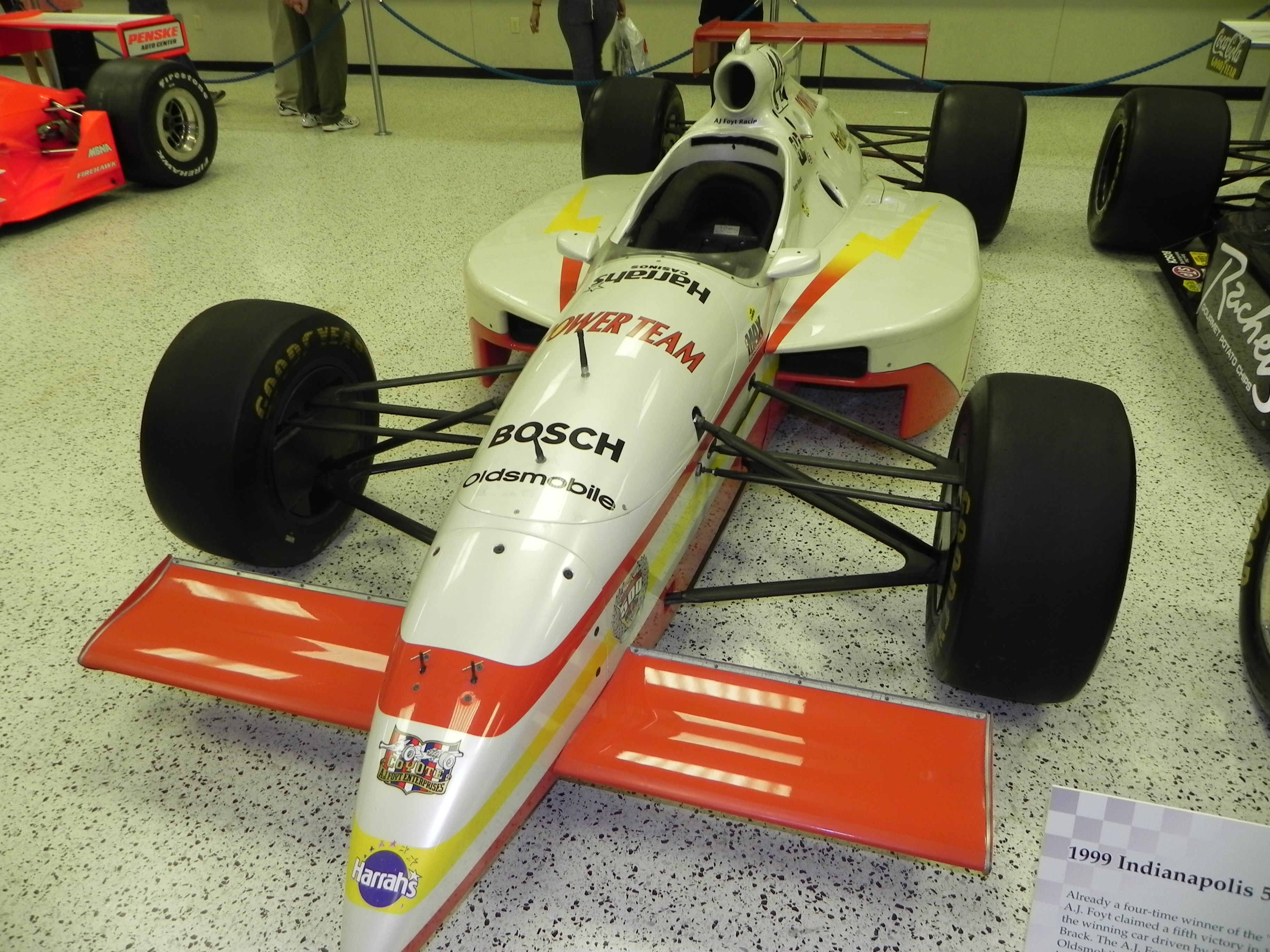
La Dallara-Aurora d'A. J. Foyt Enterprises, utilisée par Bräck pour remporter l'Indy 1999 (IMS Hall of Fame Museum).

- Champion de l'USAC National Championship (en) en 1960, 1961, 1963, 1964, 1967, 1975 et 1979 (2e en 1962, 1965 et 1971 ; premier classement en 1957 (26e) ; détient 67 victoires et 53 poles pour 369 départs dans la discipline entre 1957 et 1993). Également champion de l'USAC Sprint Car Series (Est) en 1960, de l'USAC Silver Crown Series en 1972 (National Dirt Cars), et de l'USAC Stock Car Championship (en) en 1968, 1978 et 1979 (2e en 1963 et 1969, 3e en 1970).
- Quatre fois vainqueur des 500 miles d'Indianapolis en 1961, 1964, 1967 et 1977. Détient également quatre pole positions (1965, 1969, 1974 et 1975) et le record de participations de l'épreuve, 35 années consécutives.
- Vainqueur des 24 Heures du Mans 1967.
- Vainqueur du Daytona 500 1972 et de sept courses en NASCAR pour 9 poles en 128 courses entre 1963 et 1994.
- Vainqueur de l'IROC en 1976 et 1977.
- Vainqueur des 24 Heures de Daytona 1983 et 1985.
- Vainqueur des 12 Heures de Sebring 1985 (obtenant alors victoire dans les trois épreuves majeures d'endurance pour le monde anglo-saxon[1],[2]).
- Recordman du monde de vitesse en circuit fermé depuis le 27 août 1987, avec 413,799 km/h sur Oldsmobile Aerotech LT du constructeur Oldsmobile (division de General Motors), au Ft. Stockton Test Center (USA)[3].

N.B : A. J. Foyt Enterprises remporte les 500 miles d'Indianapolis en 1999, grâce à l'« unique » suédois Kenny Bräck sur Dallara-Aurora, ainsi qu'avec celui-ci l'Indy Racing League (IRL) en 1998 (en) -2e en 1999-, et avec l'américain Scott Sharp l'IRL une première fois en 1996 (en) à sa première édition, alors ex æquo avec son compatriote Buzz Calkins)

### Victoires en NASCAR
- 1964 : Daytona (Dodge)
- 1965 : Daytona (Ford)
- 1970 : Riverside (Ford)
- 1971 : Ontario et Atlanta (Mercury)
- 1972 : Daytona 500 et Ontario (Mercury)

## Résultats aux 24 heures du Mans
| Année | Équipe               | Voiture    | Équipiers  | Résultat  |
| ----- | -------------------- | ---------- | ---------- | --------- |
| 1967  | Shelby American Inc. | Ford Mk IV | Dan Gurney | Vainqueur |

## Galerie de photos

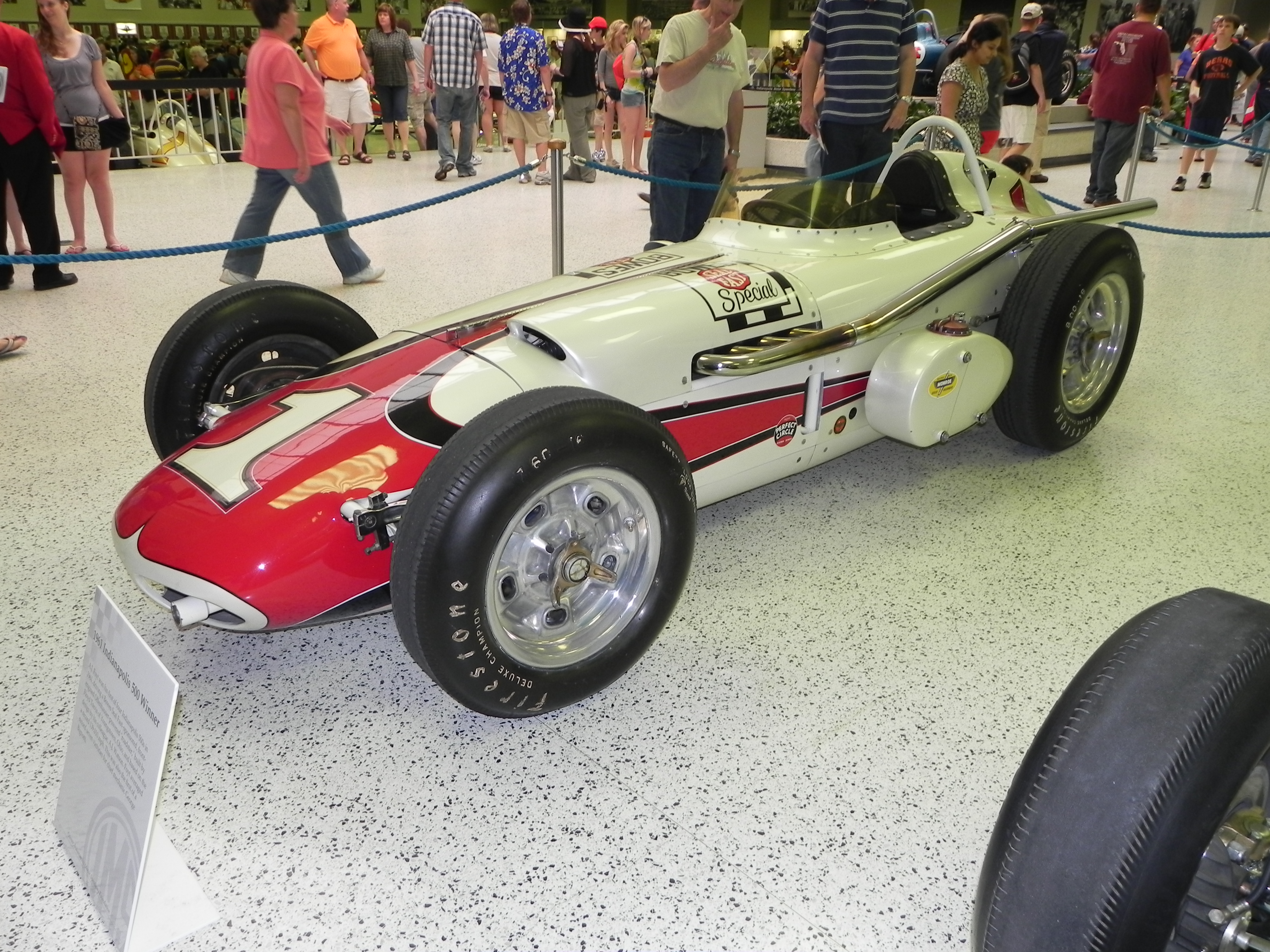
Indy 500 1961.
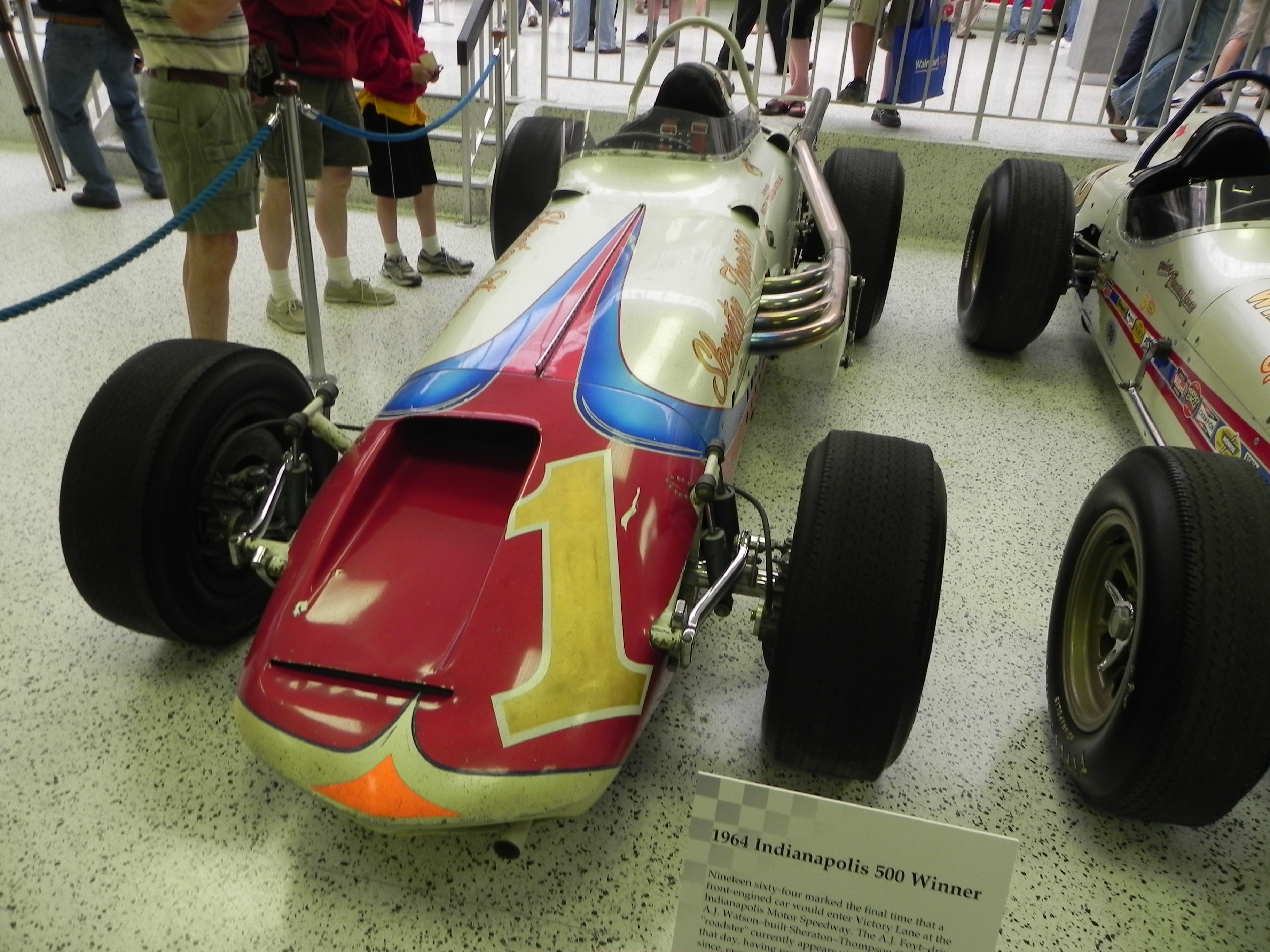
Indy 500 1964.
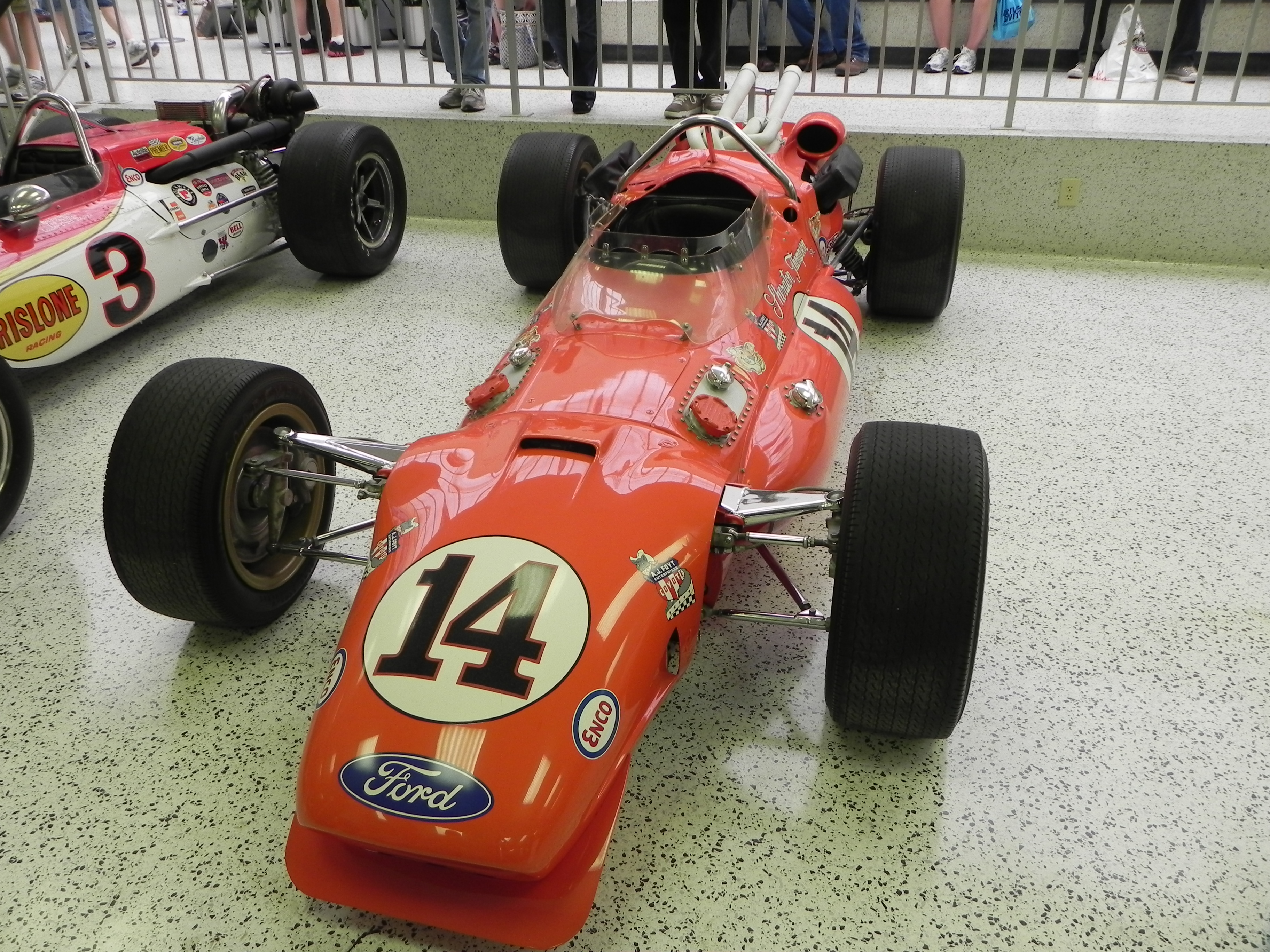
Indy 500 1967.
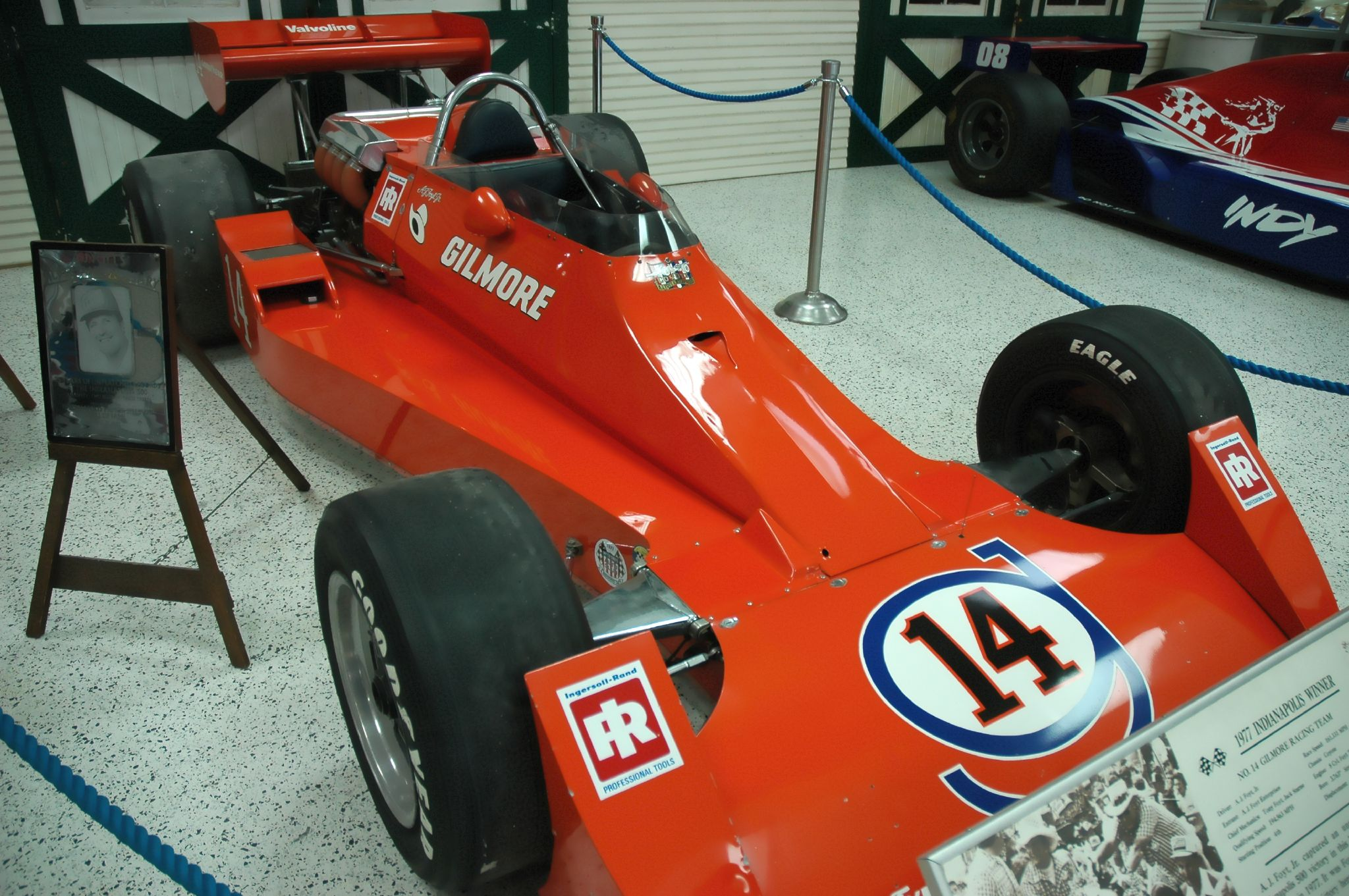
Indy 500 1977 (1).
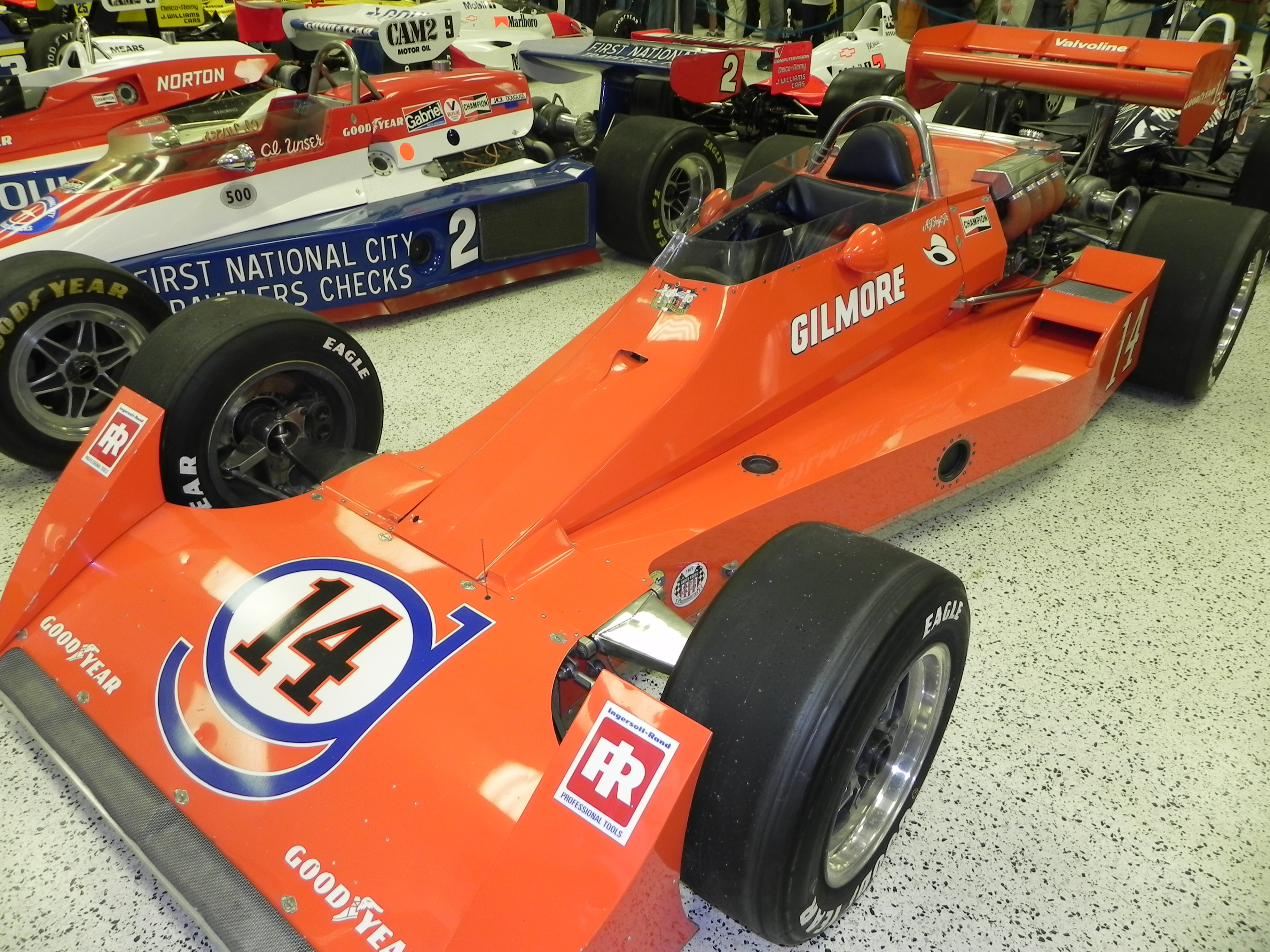
Indy 500 1977 (2).

## Distinctions
- National Midget Auto Racing Hall of Fame (1988)
- Première classe au Motorsports Hall of Fame of America (1989)
- Première classe au National Sprint Car Hall of Fame (US, 1990)
- L'un des NASCAR's 50 Greatest Drivers (1998)
- L'un des deux Driver of the Century nommé par l'Associated Press (2000)
- International Motorsports Hall of Fame (2000)